# Svetovni dan čebel
Svetovni dan čebel obeležujemo 20. maja. Na ta dan se je leta 1734 rodil pionir sodobnega čebelarstva Anton Janša.
Svetovni dan je posvečen čebelam in drugim opraševalcem, ki igrajo pomembno vlogi pri varnosti s prehransko preskrbo, njihova prisotnost pa je tudi pokazatelj stanja lokalnega okolja. Poleg tega je človek udomačil čebele za pridobivanje medu in drugih čebeljih pridelkov (na primer matični mleček, cvetni prah, čebelji vosek in propolis). 

## Zgodovina
Razglasitev praznika je v okviru Organizacije Združenih narodov predlagala Slovenija na pobudo Čebelarske zveze Slovenije, predlog pa je bil potrjen 20. decembra 2017. Pobudo je vodilo Ministrstvo za kmetijstvo, gozdarstvo in prehrano Republike Slovenije, soglasno so jo podprle vse članice OZN.
Ob prvem praznovanju svetovnega dne čebel sta bila v Višnji Gori, kjer je živel in deloval Emil Rošic, ki se je kot trgovec s čebelami ukvarjal s preučevanjem kranjske čebele, postavljena čebelnjak ter obeležje kranjske čebele. 
Čebelarski muzej v Radovljici je svetovnemu dnevu posvetil razstavo o Antonu Janši. Centralna slovesnost je potekala na Breznici, v rojstnem kraju Janše. Napovedana je bila zaščita čebel ter razvoj čebelam prijaznega turizma.